# Asplenium altajense
Asplenium altajense är en svartbräkenväxtart som först beskrevs av Komar., och fick sitt nu gällande namn av Valery Ivanovich Grubov. Asplenium altajense ingår i släktet Asplenium och familjen Aspleniaceae. Inga underarter finns listade.